# (541037) 2018 BE
(541037) 2018 BE es un asteroide perteneciente al cinturón de asteroides descubierto el 21 de mayo de 2006 por el equipo del Catalina Sky Survey desde el Catalina Sky Survey, Arizona, Estados Unidos.

## Designación y nombre
Designado provisionalmente como 2018 BE.

## Características orbitales
2018 BE está situado a una distancia media del Sol de 2,774 ua, pudiendo alejarse hasta 2,923 ua y acercarse hasta 2,625 ua. Su excentricidad es 0,053 y la inclinación orbital 25,66 grados. Emplea 1687,73 días en completar una órbita alrededor del Sol.

## Características físicas
La magnitud absoluta de 2018 BE es 15,5. 